# جيمس س. دونيلي
جيمس س. دونيلي (بالإنجليزية: James C. Donnelly)‏ هو محامي أمريكي، ولد في 9 ديسمبر 1881 في كلينتون في الولايات المتحدة، وتوفي في 24 مارس 1952.